# 胜利镇 (武胜县)
胜利镇是中国四川省武胜县下辖镇，位于武胜县西北部，与本县赛马、金牛、宝箴塞、遂宁市蓬溪县的群利，以及重庆市合川区的二郎等乡接壤。面积47.1平方公里，人口36140人。镇人民政府驻半边庙，距县城25公里。

## 历史沿革
清为仁化里半边庙(由走马场分出)，相传清初有谭谋自楚迁来，负神像供此，名天门大王，时庙半毁半存，故得名；民国初为走马乡属地；民国16年（1927年）分走马乡地置半边乡；1959年更名为胜利乡；后桥亭乡并入。

## 行政区划
胜利镇下辖以下地区：
自生桥村、大石坝村、复兴村、新庙村、玉河村、十块田村、柿花场村、石孔村、八角村、三叉沟村、红树村、五谷湾村、穿岩村、梁家寨村、白鹤碑村、双堰村、龙头沟村、嘉乐村、吊井龙村、观音塘村、石门楼村、保安村、洞塘沟村、凤台村、金竹村和桥亭村。

## 教育
胜利初中、桥亭初中、胜利小学、桥亭小学和村小27所。

## 名胜
位于穿岩村的穿岩洞为古定远名景之一，名“穿岩曦月”。